# A doua epistolă a lui Pavel către tesaloniceni
A doua epistolă a lui Pavel către tesaloniceni este a noua dintre epistolele pauline în canonul Noului Testament. Autenticitatea ei este contestată de parte dintre criticii contemporani, care văd în ea efortul unui paulinist de a adapta 1 Tesaloniceni la o nouă situație apărută în Biserica din Tesalonic. Cei care văd epistola ca autentică o datează la puțin timp după 1 Tesaloniceni — de obicei în același an (50 d.Hr.).